# Йога
Йога (на санскрит: योग) е група от физически, умствени и духовни практики или дисциплини, произлизащи от Древна Индия. Човек, който практикува системата йога, се нарича йогин.
Съществува голямо разнообразие от школи и практики на йога, поставящи си различни цели, като повечето от тях са свързани с религиозните течения на индуизма, будизма и джайнизма. Йога е и една от шестте астика – ортодоксалните школи на индуистката философия, – която приема медитацията за основно средство за постигане на освобождението.
Смята се, че практиките на йога водят началото си от Предведическата епоха, може би още от традициите на Индската цивилизация в III хилядолетие пр. Хр. Йога вече се споменава в „Ригведа“, както и в Упанишадите. Въпреки това, тя вероятно се развива като систематично учение към VI-V век пр. Хр. в рамките на движенията Саняса и Шрамана. Хронологията на най-ранните текстове, описващи йога практики, е неизяснена и понякога свързвана с Упанишадите. „Йога сутра“ датира от II век пр. Хр. и става известна на Запад през XX век, след като е популяризирана от Свами Вивекананда. Текстовете на хатха йога започват да се появяват между IX и XI век, като корените им са в тантра.
По-късно йога учители разпространяват на Запад осъвременена форма на хатха йога, състояща се главно от пози и асани, следвайки успеха от края на XIX и началото на XX век на Свами Вивекананда. Извън Индия йога се развива в йога като упражнение – базирана на пози техника за фитнес, облекчаване на стреса и релаксация, до голяма степен изключваща традиционното медитативно и духовно ядро на учението.

## Етимология
Санскритското съществително име „йога“ (योग) е производно на корена „юдж“ (युज्) със значение „привързвам, свързвам, впрягам“. Думата произлиза от протоиндоевропейската „юг“ (*yewg-), „свързвам, впрягам“, и е когнатна с българската дума „иго“.
Думата „йога“ за пръв път се използва в духовен смисъл санскритската епическа поезия от втората половина на I хилядолетие пр. Хр. и се свързва с философската система, представена в „Йога сутра“, чиято основна цел е „съединяването“ на човешкия дух с божествения. „Йога сутра“ използва термина „крияйога“ за практическата страна на философската система – „съединяването с върховното“ чрез изпълнение на задължения във всекидневния живот.
Според древноиндийския учен Панини терминът „йога“ произлиза от един от два възможни корена – „юджир йога“ („впрягам“) или „юдж самадхау“ („концентрирам се“). Според традиционните коментатори в контекста на „Йога сутра“ коренът „юдж самадхау“ („концентрирам се“) трябва да се приеме за коректната етимология. Така според Панини, Вяса, първият коментатор на „Йога сутра“, директно заявява, че „йога“ означава „самадхи“ („концентрация“).

## Същност
Крайната цел на йога е мокша („освобождаване“), макар че нейната точна форма зависи от философското или богословско течение на съответната школа. В класическата система ащанга йога крайната цел на йога практиката е достигането до състояние на самадхи и оставането в него.
Според американския индолог Дейвид Гордън Уайт, основните принципи на йога са до голяма степен установени към V век, като през следващите столетия се развиват редица техни вариации:
1. Медитативно средство за разкриване на дисфункционални възприятия и познания, както и тяхното преодоляване с цел освобождаване от всяко страдание, постигане на вътрешен мир и спасение. Илюстрация на този принцип се открива в индуистки текстове, като „Бхагавад Гита“ и „Йога сутра“, в някои произведения на махаяна будизма, както и в джайнистки текстове.[27]
2. Издигането и разширените на съзнанието от индивидуалността към съвместното съществуване на всеки и всичко. Тези въпроси се обсъждат в източници, като индуистката ведическа литература и нейния епос „Махабхарата“, джайнистката „Прашамаратипракарана“ и в текстове на хинаяна будизма.[28]
3. Път към всеобщо познание и просветено съзнание, позволяващо осъзнаването на непостоянната (илюзорна, лъжлива) и постоянната (истинска, трансцендентна) реалност. Примери за това има в текстовете на индуистките школи Няя и Вайшешика, както и в будистките текстове на Мадхямака.[29]
4. Техника за влизане в други тела, създаване на множество тела и други свръхестествени действия. Описвана е в индуистката и будистка тарнтрическа литература, както и в будистката „Саманяпхала Сута“.[30] Някои автори смятат тези практики за твърде отдалечени от основните направления на йога.[31]

Според Свами Вишнудевананда йога има пет опорни точки:
- Правилни упражнения (асани). Тялото ни е предназначено да се движи и да се упражнява. Ако начинът ни на живот не осигурява достатъчно движение на мускулите и ставите, с времето се появяват болести и дискомфорт. Подходящите упражнения трябва да са приятни за този, който ги изпълнява, същевременно полезни за тялото, ума и духа.
- Правилно дишане (пранаяма). Йога учи как да използваме максимално дробовете си и да управляваме дишането. Правилното дишане трябва да е дълбоко, бавно и ритмично. Това подобрява жизнеността и прочиства ума.
- Правилно отпускане. Чрез пълно отпускане на мускулите се подмладява нервната система и се постига вътрешен мир.
- Правилна диета. Храната влияе върху ума. Йога препоръчва вегетарианска храна.
- Положително мислене и медитация. Това е най-важната част. Ние сме това, което мислим. Трябва да се стараем да мислим положително и творчески, което ще ни помогне да постигнем отлично здраве и спокоен ум. Положителен поглед към живота може да бъде развит чрез изучаване и практикуване на техниките от философията веданта.

## История
Няма консенсус за хронологията на възникване и конкретната поява на йога извън общото разбиране, че тя се появява в Древна Индия. Различни автори отнасят нейното възникване към Индската цивилизация (XXXIII-XX век пр. Хр.), предведическа източна Индия, Ведическата епоха (XV-VI век пр. Хр.) и движението Шрамана. Някои изследователи идентифицират изображението на Печата на Пашупати от Индската цивилизация като асана от йога, докато други отхвърлят тази интерпретация като спекулативен резултат от проектирането на „по-късни практики върху археологически находки“. Според някои изследователи тези хипотези не си противоречат непременно, а йога е резултат от приемственост в развитието на традиция, продължаваща през всички тези епохи.
Предфилософските разсъждения на йога започват да се появяват в писмените източници около V-III век пр. Хр., а през следващите столетия се оформят философските школи на индуизма, будизма и джайнизма, наред с които йога започва да се превръща в съгласувана философска система. През Средновековието йога се развива в множество паралелни традиции. Йога привлича вниманието на образованата западна публика в средата на XIX век, наред с други теми от индийската философия.

### Ведическа епоха (1700 – 500 г. пр. Хр.)
Някои изследователи поддържат линейна теория, която се опитва „да интерпретира произхода и ранното развитие на индийските съзерцателни практики като последователен ръст от арийски корен“, точно както традиционният индуизъм разглежда Ведите като крайния първоизточник на всяко духовно познание. Други предпочитат композитен модел, в който предарийски прототип на йога съществува в Предведическата епоха, но той е усъвършенстван във Ведическия период.
Аскетичните практики, концентрацията и телесните пози, описани във Ведите, може би са предшественици на йога, но по думите на Джефри Самюъл „най-добрите ни свидетелства до момента показват, че [йога] практиките се развиват в същите аскетични кръгове, в които и ранните шрамана движения (на будисти, джайнисти и адживики), вероятно около VI и V век пр. Хр.“. На сходно мнение са и други автори, според които философията на йога е част от неведическа система, която включва също индуистката школа Самкхя, джайнизма и будизма - по думите на Хайнрих Цимер: „[Джайнизмът] не произлиза от брахманско-арийски източници, а отразява космологията и антроположията на много по-стара предарийска горна класа в североизточна Индия с корени в същата почва на архаични метафизични разсъждения като йога, самкхя и будизма, другите индиски неведически системи“.

## Направления
Съществуват четири различни направления на йога: джнана йога – йога на знанието; карма йога – йога на действието (като карма йоги се характеризират дейните хора); бхакти йога – йога на космическата любов; и раджа йога – царска йога. За основоположник на системата йога се смята мъдрецът Патанджали, който я обособява в творбата си „Йога сутра“ върху съществуващ вече опит на отделни йоги. Терминологията в нея е изцяло взета от Ведите и е съобразена с техния авторитет. Ето защо йога се причислява към една от шестте ортодоксални системи (признаващи авторитета на Ведите) – миманса, санкхя, няя, вайшешика, веданта и йога. Системата йога, изложена в „Йога сутра“ е позната още като ащанга йога (ащ – осем; анга – степен). Тя има осем степени, като всяко следваща степен е свързана с предходните и подготвя следващите:
1. яма – себеовладяване, правила за обществено поведение (между отделните личности);
2. нияма – кодекс на личното поведение (вътреличностна самодисциплина);
3. асана – телесни положения, пози, упражнения;
4. пранаяма – съзнателно управление на ритъма на дишането;
5. пратяхара – оттегляне от сетивата и относителна независимост на ума от тях;
6. дхарана – насочване, съсредоточаване на мисълта;
7. дхяна – задържане на насочената мисъл, медитация;
8. самадхи – самореализиране, просветление.

Тези осем степени се групират в три вида:
- нравствена самодисциплина (яма и нияма);
- телесна самодисциплина (асана, пранаяма и пратяхара);
- умствена самодисциплина (дхарана, дхяна и самадхи).

Ащанга йога прилага на практика философията на санкхя с цел постигане освобождение (мокша) и съставя класическата йога. Обяснена е от Патанджали в неговата творба. Тази система се опитва да обясни природата на ума и средствата за постигане на крайната, най-висока, но не и последна цел на живота – кайваля, т.е. освобождаването на духа (пуруша) от материята (пракрити). Кайваля е позната още като нирвана, което в превод означава приблизително „не чрез материалното“ и се тълкува като висше състояние на съществуване, освободено от оковите на материалното тяло.
Основна цел на йогата е сливането на човека с природата или с Бога (Брахман).
Извън Индия йога се свързва най-вече с асаните (физическите пози) и пранаяма (съзнателното управление на дишането) в Хатха йога – йогата на тялото, на физическото и умственото здраве, както и в мантра йога.

## В религиите

### Будизъм
В действителност йога възниква по времето на появата на будизма. Но будистката медитация има отделно развитие от йога. От друга страна дзен-будизмът, като форма на махаяна будизма, е известен със своята близост до йога.

### Християнство
Православната църква определя йогата като основополагащо учение на религията индуизъм, което има различни школи, направления и тенденции, а не е просто един от видовете гимнастика. Поради тази причина йогата не се приема от православието. Някои православни богослови свързват йогата с окултизма, поради което осъждат практикуването на йога.
Някои християни съчетават йога и други аспекти на източната духовност в молитва и медитация, съществува т.нар. християнска медитация. Това е свързано с желанието да се познае Бог по един по-пълноценен начин.
Отношението на Католическата църква към йогата е предимно критично и свързано с опасения от издигане на тялото в култ. Римокатолическата църква не осъжда тези практики, но изразява опасения от свързани с тях рискове. През 1989 година Светият престол изпраща окръжно писмо до католическите епископи, което коментира „източните методи“ на молитва, включително йога. В него се казва, че „разбиран по неадекватен и неправилен начин, символизмът [на човешкото тяло] може дори да се превърне в идол и по този начин в пречка за издигането на духа към Бога.“ Според Ватикана еуфоричното състояние, достигано чрез йога, не трябва да се бърка с молитвата, нито да се приема за признак за Божието присъствие. Освен това писмото предупреждава, че съсредоточаването върху физическата страна на медитацията „може да се изроди в култ към тялото“, а приравняването на телесни състояния с мистицизма „може да доведе до психически смущения, а понякога и до морални извращения.“ Подобни опасения са изразявани още във времето на ранното християнство, когато Църквата се противопоставя на гностицизма.
Някои фундаменталистки християнски организации в САЩ осъждат практикуването на йога като несъвместимо с християнството, свързвайки йогата с приеманото за езическо движение „Ню Ейдж“.